# Taeniidae
Taeniidae — родина плоских червів. Taeniidae є паразитами ссавців.

## Роди
Родина містить 3 роди:
- Anoplotaenia Beddard, 1911
- Echinococcus Rudolphi, 1801
- Taenia Linnaeus, 1758